# Ithomia cotytho
Ithomia cotytho är en fjärilsart som beskrevs av Prüffer 1922. Ithomia cotytho ingår i släktet Ithomia och familjen praktfjärilar. Inga underarter finns listade i Catalogue of Life.